# パーク24

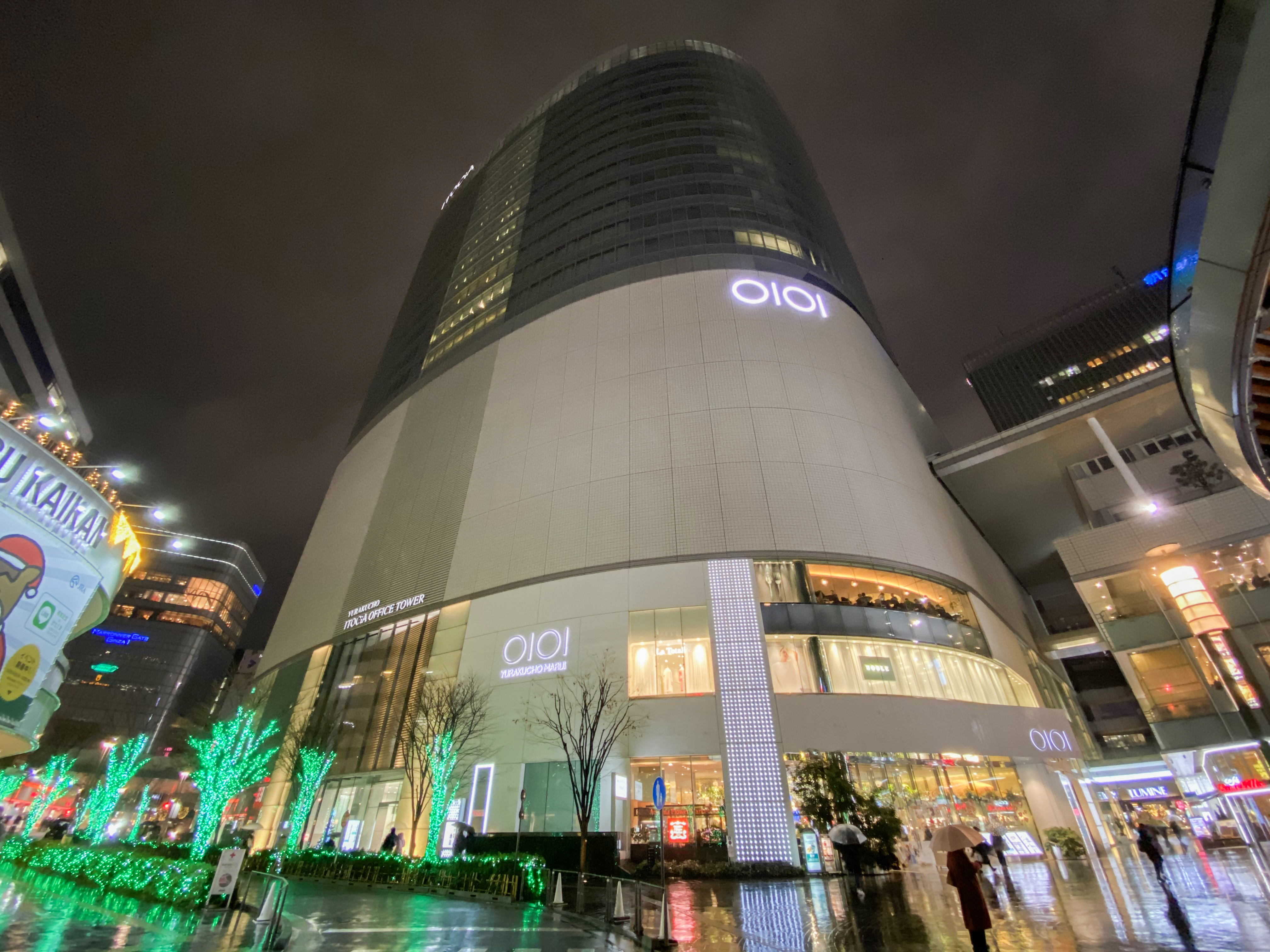
旧本社の有楽町イトシアには、現在も一部の部署・グループ会社が入居している。

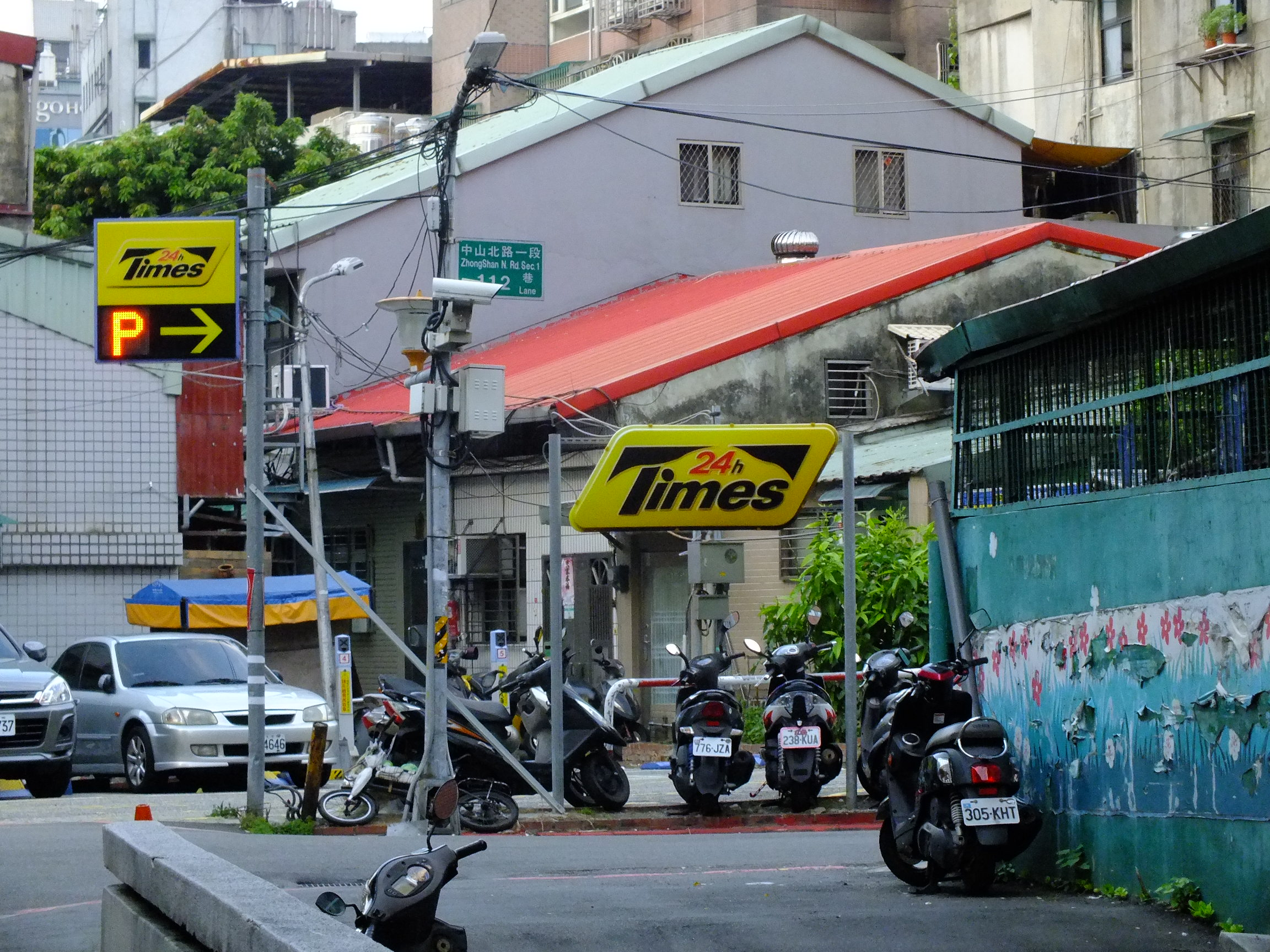
2006年には、台湾の台北市に進出。写真は台北市中山北路のTimes。

パーク24株式会社（パークにじゅうよん、英: PARK24 Co.,Ltd.、登記上の商号: パーク二四株式会社）は、東京都を拠点に駐車場運営会社他を所有する持株会社である。
東京証券取引所プライム市場に上場しており、駐車場管理業者としては日本国内最大手となっている。

## 概要
日本国内各所でコインパーキング『タイムズ』（東京都の第三セクター・タイム二十四とは無関係）を展開している。駐車場管理業のほか、大型駐車場・ビル型駐車場などの施設駐車場といった様々な駐車場事業を展開している。
『タイムズ』は遊休地である場所に一定期間駐車場を供給できるシステムで、「一台分あれば契約可能である」のが強みとなっている。ロック付きの無人駐車料金徴収装置による24時間無人時間貸駐車場というのがポイントである。国内最大の駐車場ネットワークを形成している。2006年6月の道路交通法改正による違法駐車対策強化（駐車監視員制度導入）により、コインパーキングの需要が高まり、大きく成長した。
創業者は、馬主としても有名な西川清であり、息子の西川光一が代表取締役を務めている。TOKYUポイント加盟店。
先進的物流施設のリーディングプロバイダーである日本 GLP と予約制駐車場マッチングサービス「B-Times」に関する業務提携契約を締結している。マルチテナント型の大型物流施設内における「B-Times」サービスの導入は業界初の取組みである。

## 沿革
- 1971年（昭和46年） - 株式会社ニシカワ商会を設立（創業）。
- 1985年（昭和60年） - 株式会社ニシカワ商会の駐車場の保守および運営管理部門を分離独立させ、東京都品川区西五反田に、パーク二四株式会社を設立。
- 1990年（平成2年） - 日本信号との販売代理店契約を結ぶ。大阪支店・名古屋営業所を開設。
- 1991年（平成3年） - 横浜営業所・大宮営業所（現埼玉営業所）開設。ロック付き24時間無人時間貸駐車場の『タイムズ』第一号機運用開始。
- 1992年（平成4年） - 東京都台東区に、駐車場集金業務を行う100%子会社のタイムズ二四株式会社を設立。「パーク&ライド」駐車場設立。
- 1993年（平成5年） - 株式会社ニシカワ商会から営業譲受（株式会社ニシカワ商会は解散）。駐車場管理部門と保守部門を、子会社のタイムズ二四株式会社に譲渡。九州支店（現福岡支店）・熊本営業所・鹿児島営業所を開設。
- 1994年（平成6年） - 株式の額面変更を目的として、休眠会社の（新）パーク二四株式会社（本社・品川区大崎、旧・みちのく資源開発株式会社）が、（旧）パーク二四株式会社（本社・大田区南馬込、実質上の存続会社）を吸収合併。京都営業所を開設。
- 1995年（平成7年） - 千葉営業所・岡山営業所を開設。タイムズ台数10,000台。
- 1996年（平成8年） - 本社を品川区西五反田に移転。
- 1997年（平成9年） - 日本証券業協会（現・ジャスダック）に株式を店頭登録。
- 1998年（平成10年） - タイムズ台数20,000台。子会社として、タイムズ広島株式会社（広島県内のエリアフランチャイズ事業）とタイムズサービス株式会社（駐車違反取締り業務）を設立。東北営業所を開設。
- 1999年（平成11年） - 東京証券取引所市場第二部に上場、タイムズ台数24,000台。
- 2000年（平成12年） - 関連会社として、ドライバーズネット株式会社を設立。東京証券取引所市場第一部に上場。札幌営業所を開設。タイムズ台数30,000台。
- 2001年（平成13年） - タイムズ台数40,000台。
- 2002年（平成14年） - ドライバーズネット株式会社を子会社化。
- 2003年（平成15年） - タイムズ台数70,000台。タイムズ二四株式会社がタイムズ広島株式会社（広島営業所となる）とタイムズサービス株式会社を吸収合併し、タイムズ二四株式会社からタイムズサービス株式会社に商号変更。
- 2004年（平成16年） - タイムズ台数90,000台。
- 2005年（平成17年） - タイムズ台数100,000台。
- 2006年（平成18年） - タイムズ台数150,000台。また、韓国GSグループのGSリテールと合弁で、GSパーク24株式会社を設立。『GSタイムズ』のブランドで韓国内で駐車場事業を開始。海外支店を台湾の台北市に開設。第3回 日本ベストパーキング賞優秀賞（システム・関連部門）受賞[3]。
- 2007年（平成19年）- タイムズ台数200,000台。本社を千代田区有楽町に移転。タイムズサービス株式会社の問合せ対応業務をドライバーズネット株式会社に移管し、ドライバーズネット株式会社をタイムズコミュニケーション株式会社に商号変更。
- 2008年（平成20年） - 台北支店を、台湾パーク二四有限公司として現地法人化。三菱商事株式会社から株式取得し、ITS事業企画株式会社を子会社化（51%出資）。
- 2009年（平成21年） - 株式会社マツダレンタカーを子会社化。
- 2010年（平成22年） - タイムズ台数300,000台。カーシェアリングサービス｢カーシェア24｣を｢Times PLUS（タイムズプラス）｣にブランド変更。
- 2011年（平成23年） - 駐車場運営事業 及び カーシェアリング事業を分離してタイムズ24株式会社を設立、パーク24は純粋持株会社となる。株式会社マツダレンタカーをタイムズモビリティネットワークス株式会社に商号変更。
- 2012年（平成24年） - タイムズ台数400,000台。
- 2013年（平成25年） - ITS事業企画株式会社を吸収合併。
- 2015年（平成27年） - タイムズ台数500,000台。タイムズイノベーションキャピタル株式会社を設立。
- 2016年（平成28年） - オーストラリアにPARK24 AUSTRALIA PTY LTD、シンガポールにPARK24 SINGAPORE PTE. LTD.、マレーシアにPARK24 MALAYSIA SDN. BHD.を設立。
- 2017年（平成29年） - アジア・オセアニアで駐車場事業を行うSecure Parking社等と、英国で同事業を行うNational Car Parks社を子会社化。
- 2018年（平成30年） - 2016年9月から試験導入していた電子決済サービスTimes PAYの導入を開始[4]。
- 2019年（平成31年/令和元年） - 東京都品川区西五反田に本社を移転。
- 2019年（平成31年/令和元年） - タイムズモビリティネットワークス株式会社をタイムズモビリティ株式会社に称号変更。

## クレジットカードでの駐車料金の支払い
一部の駐車場の機械を除き、クレジットカードでの駐車料金の決済が可能である。利用可能なクレジットカードは、ジェーシービー、VISA、マスターカード、MUFGカード、UCカード、アメリカンエキスプレス、ダイナースクラブ、トヨタファイナンスの各ブランドである。なお、アメリカンエキスプレスとダイナースクラブのカードは、日本発行のカードに限る。
但し、ソニー銀行が発行するソニーバンクウオレットのVISAデビットカードでは支払いができないが、髙島屋プラチナVISAデビットカードでの支払いは可能。
※ 現金とクレジットカードの併用支払いも可能となっている。
また、法人利用を対象とした、法人専用支払いカードを発行している。

## ポイントカードの発行
タイムズでは個人利用者を対象に、タイムズクラブカードと言う名称のポイントカードを発行している。1年間の間に一定ポイント数が貯まると、タイムズで利用できる駐車場回数券や各種商品と交換できる。また1年間の間に、一定のポイント数が貯まらない場合でも、タイムズから交通遺児への寄付金としてポイントから直接寄付できる仕組みとなっている。（ポイントを寄付金に換算する場合でも、個人利用者からの手数料等は不要）。

## ICカードへの対応
一部駐車場では電子マネーやICカード（IC乗車券）を利用した支払やパーク&ライド優待サービスを行っている。

### 対応しているカード
※のカードは相互利用により共通して利用できる。
- nimoca※（2009年（平成21年）3月31日より西鉄沿線の駐車場で順次対応開始）
- SUGOCA※（2009年（平成21年）6月10日より博多駅周辺の2箇所でSUGOCA決済の支払いに対応開始）
- はやかけん※（2010年（平成22年）1月19日より福岡市地下鉄沿線の一部で対応開始）
- Suica※
- PASMO※
- ICOCA※
- Kitaca※
- TOICA※
- manaca※
- PiTaPa
- WAON（イオンレイクタウンなど一部の駐車場）

## 不祥事・諸問題
- 2022年9月、東京五輪汚職事件を巡る捜査で、東京地方検察庁特別捜査部はパーク24本社を家宅捜索した[5]。10月26日、日本オリンピック委員会前会長の竹田恆和が一身上の都合により社外取締役を辞任したと発表した[6]。2023年1月26日に「当社役職員の贈賄への関与は認められない」 とする社内委員会の調査結果を公表した[7]。
- 2025年5月30日、6月16日に予定していた2025年10月期第2四半期決算発表の延期を発表[8]。

## テレビ番組
- 日経スペシャル カンブリア宮殿 進化が"止まらない"！ 知られざる駐車場ビジネス（2014年8月7日、テレビ東京）[9]

## 書籍

### 関連書籍
- 『タイムズパーキング革命 「パーク24」クルマ社会への挑戦』（著者:鶴蒔靖夫）（1995年4月14日、IN通信社）ISBN 9784872180930
- 『タイムズパーキング革命(2) 「パーク24」快適なクルマ社会創造への挑戦』（著者:鶴蒔靖夫）（2010年2月1日、IN通信社）ISBN 9784872183252
- 『カーシェアリングの時代がやってきた！ 「タイムズカープラス」の魅力を徹底検証』（著者:鶴蒔靖夫）（2016年11月1日、IN通信社）ISBN 9784872184259
- 『「タイムズ」が切り開くクルマと社会の新たな未来 パーク24グループの飽くなき挑戦』（著者:鶴蒔靖夫）（2020年1月29日、IN通信社）ISBN 9784872184624